# Municipio de Tulcingo
El municipio de Tulcingo es un municipio situado en el estado de Puebla (México). Según el censo de 2020, tiene una población de 9871 habitantes.
Su cabecera municipal es la población de Tulcingo de Valle.

## Geografía
El municipio de Tulcingo se encuentra localizado en el sur del estado de Puebla, en sus límites con los de Oaxaca y Guerrero. Tiene una extensión territorial de 278.66 kilómetros cuadrados, que equivalen al 0.81% del territorio estatal. Sus coordenadas geográficas son 17°52′ - 18°6′ de latitud norte y 98°18′ - 98°30′ de longitud oeste. La altitud de su territorio va de 1000 a 1800 metros sobre el nivel del mar.
Tulcingo limita al oeste con el municipio de Albino Zertuche, al noroeste con el municipio de Xicotlán y al norte con el municipio de Chila de la Sal; al este limita con el municipio de Tecomatlán y el municipio de Piaxtla. Al sur limita con el estado de Oaxaca, en específico con el municipio de San Juan Cieneguilla y el municipio de Zapotitlán Lagunas; al suroeste confina con el estado de Guerrero, en particular con el municipio de Xochihuehuetlán. 

### Orografía e hidrografía
El municipio ocupa una zona de relieve muy accidentado, que pertenece a la subprovincia fisiográfica de la Mixteca, de la Sierra Madre del Sur. Entre los cerros más importantes del municipio se encuentra el cerro Tecomate. Tulcingo posee una única corriente permanente de agua, el río Tecoloyan, que forma parte de la cuenca del río Atoyac. Otras corrientes menores forman parte de la subcuenca del río Tlapaneco, que es tributario del Balsas como el Atoyac. El clima es cálido y muy seco. Predomina la vegetación propia de la selva baja caducifolia, que es la dominante de la mayor parte de la Mixteca Baja Poblana.

## Demografía
De acuerdo a los resultados del Censo de Población y Vivienda de 2020 realizado por el Instituto Nacional de Estadística y Geografía, la población total de Tulcingo asciende a 9871 personas, de las que 4641 son hombres y 5230 son mujeres.

### Localidades
El municipio incluye en su territorio un total de 34 localidades. Las principales, considerando su población del censo de 2010 son:
| Localidad             | Población |
| Total Municipio       | 9 245     |
| Tulcingo de Valle     | 5 249     |
| Xixingo de los Reyes  | 976       |
| San Miguel Tlaltepexi | 866       |
| Guadalupe Victoria    | 537       |
| Zaragoza de la Luz    | 490       |
| Atzompa               | 319       |
| Guadalupe Tulcingo    | 198       |
| Aguacatitlán          | 196       |

## Política

### Representación legislativa
Para la elección de diputados locales al Congreso de Puebla y de diputados federales a la Cámara de Diputados federal, el municipio de Tulcingo se encuentra integrado en los siguientes distritos electorales:
Local:
- Distrito electoral local de 23 de Puebla con cabecera en Acatlán de Osorio.[4]

Federal:
- Distrito electoral federal 14 de Puebla con cabecera en la Acatlán de Osorio.[5]